# Большие купальщицы (картина Ренуара)
«Больши́е купа́льщицы» (фр. Les Grandes Baigneuses, англ. The Large Bathers или The Great Bathers) — картина, написанная в 1884—1887 годах французским художником Пьером Огюстом Ренуаром (Pierre-Auguste Renoir, 1841—1919). Размер картины — 117,8 × 170,8 см. Также иногда употребляется название «Купальщицы».

## История и описание
Картина находится в коллекции Музея искусств в Филадельфии (штат Пенсильвания, США), куда она была передана в 1963 году как часть коллекции семьи Тайсонов (The Mr. and Mrs. Carroll S. Tyson, Jr. Collection), которая включала в себя 22 картины импрессионистов.
На переднем плане изображены три обнажённые женщины — две находятся на берегу, а третья стоит в воде, по-видимому, собираясь их обрызгать. Фигуры женщин выписаны очень чётко и реалистично, что было характерным стилем для этого периода творчества Ренуара, который получил название «сухого» или «энгровского» (по имени художника Доминика Энгра) периода.
Для картины Ренуару позировали (слева направо) Алина Шариго (Aline Charigot), будущая жена Ренуара (в 1885 году у них родился первый сын, Пьер, а официально брак был заключён в 1890 году), и Сюзанна Валадон (Suzanne Valadon, настоящее имя Мари-Клементина Валадон), впоследствии ставшая известной художницей.
Ренуар работал над этой картиной около трёх лет, и в процессе работы нарисовал большое количество набросков и эскизов, включая по крайней мере две полномасштабные многофигурные версии. После «Больших купальщиц» не было ни одной картины, которой он посвятил бы столь много времени и сил.
«Большие купальщицы» Ренуара считаются единственной монументальной картиной с обнажёнными женщинами, написанной каким-либо художником-импрессионистом в период между «Олимпией» Эдуара Мане (1863) и «Большими купальщицами» Поля Сезанна, завершёнными в начале XX века.